# Chillón
Chillón es un municipio y localidad español de la provincia de Ciudad Real, en la comunidad autónoma de Castilla-La Mancha. El término municipal, que tiene una superficie de 207,78 km², cuenta con una población de 1773 habitantes (INE 2024).

## Geografía

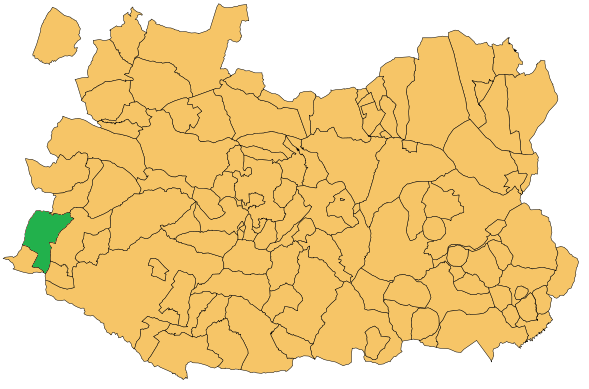
Extensión del municipio

Integrado en la comarca de Valle de Alcudia, se sitúa a 113 km de la capital provincial. El término municipal está atravesado por la carretera nacional N-502, entre los pK 297-310 y 315-324, por la carretera autonómica CM-4200 (Almadén - provincia de Badajoz) y por otra carretera local que conecta con Siruela. El territorio tiene una situación geográfica privilegiada por ser en él donde se unen las comunidades autónomas de Castilla-La Mancha, Andalucía y Extremadura por la confluencia de los Valles de Alcudia, Los Pedroches y La Serena, respectivamente. 
El relieve está definido por sierras y valles de norte a sur. Por el norte, limitando con el valle del río Esteras, está una cadena montañosa que incluye la Cuerda de la Cendra, la sierra de las Tapiadas y la sierra de la Osa. El punto más elevado de esta cadena montañosa es el Pilón del Lobo (830 m). A continuación aparece un valle formado por distintos arroyos, con algunas sierras aisladas, destacando, de oeste a este, la sierra del Manzano (671 m), la sierra del Asuarón (668 m) y el pico Habares (678 m). Posteriormente se encuentra otra cadena montañosa formada por el cerro Olivarejo (691 m), la sierra de Cejalva (716 m) y la sierra de la Virgen del Castillo (738 m). Finalmente aparece el valle del río Valdeazogues, que recoge las aguas del río Alcudia antes de desembocar en el río Guadalmez. En esta zona, por el oeste, la sierra de las Hoyuelas (803 m) hace de límite natural con Guadalmez. La altitud oscila entre los 830 m (Pilón del Lobo) y los 360 m a orillas del río Guadalmez. El pueblo se alza a 517 m sobre el nivel del mar.
| Noroeste: Garlitos (Badajoz) | Norte: Baterno (Badajoz) y Valdemanco del Esteras | Noreste: Almadén            |
| Oeste: Capilla (Badajoz)     |                                                   | Este: Almadén               |
| Suroeste: Guadalmez          | Sur: Guadalmez y Santa Eufemia (Córdoba)          | Sureste: Almadén y Alamillo |

## Historia
La historia de Chillón se inicia ya en la antigüedad, alrededor de las minas de cinabrio y mercurio de Almadén y de la antigua ciudad romana de Sisapo Nova (según Estrabón), que eran explotadas bajo control de la ciudad romana de Sisapo (Sisapo Vetus) en las cercanas localidades de Almadén y Almadenejos. La ciudad romana de Sisapo se corresponde con un Municipium romano emplazado en la aldea de La Bienvenida, perteneciente al término municipal de Almodóvar del Campo y ubicado en la parte centro-occidental del Valle de Alcudia. Es de suponer que las poblaciones de Almadén y Chillón se desarrollaron en torno a la explotación de las minas y a orillas de Sisapo Nova según diversos autores (Estrabón, José María Pontes y Fernández, P.Sillières) que indetifican el yacimiento romano de Cerro de las Monas (emplazado al sur del término municipal de Almadén, a escasos kilómetros del ya mencionado yacimiento de cinabrio) como posible ubicación de Sisapo Nova, de forma que el yacimiento de La Bienvenida, por su mayor antigüedad, se correspondería con Sisapo Vetus. A principios del siglo V. En la Reconquista por los reyes cristianos, aparece por vez primera el nombre de Chillón en diversos documentos históricos. En el reino de Córdoba, al que entonces pertenecía Chillón, la Inquisición fue establecida en 1482 y abolida por los franceses en 1810 cuando tomaron esta ciudad.

### Prehistoria

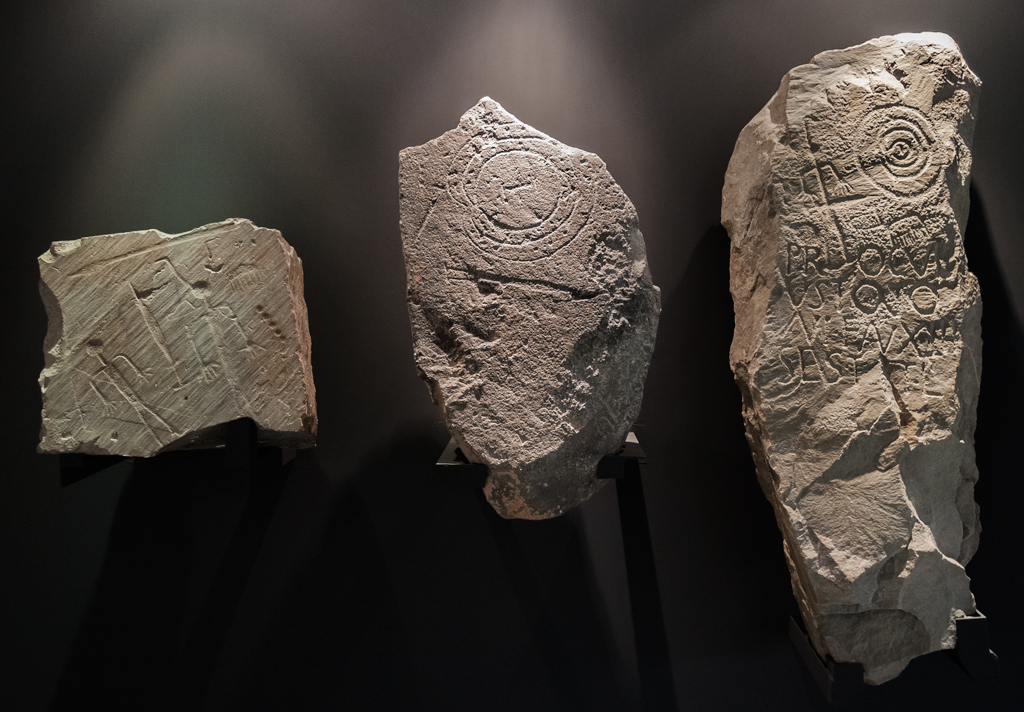
Estelas de piedra y cuarcita con guerreros y armamentos. Del 1100 a. C. - 901 a. C., aprox

En la sierra de la Virgen del Castillo (sierra de Cordoneros), entre otros abrigos, se han hallado muestras de pinturas rupestres de tipo esquemático que prueban la existencia de asentamientos prehistóricos en la zona. Fueron descubiertas en 1916 por el abate francés Henri Breuil pudiendo fecharse en el Calcolítico o Bronce I. Pertenecen al Arte Esquemático y el color predominante es el rojo aunque existen algunas figuras en color negro. Temáticamente, destacan las figuras antropomorfas, normalmente animales cuadrúpedos, y también algunos signos ramiformes y estilizaciones de cazadores y ciervos. En el término municipal también se descubrió, en 1990, una estela de la Edad del Bronce Final. Está decorada con una figura humana con espada, escudo, peine y lanza, y fue reutilizada en época romana como estela funeraria con la inscripción "PROCVULVS·TOJONI·F·AV·XLHS·E·S·T·T·L" --> Próculus, hijo de Toutonus, de cuarenta años, yace aquí. La tierra te sea ligera". Del 1100 a. C.-901 a. C. aproximadamente. Fue entregada al Museo Provincial de Ciudad Real, donde puede ser visitada actualmente.

### Época romana
Es cuando la ciudad romana de Sisapo, del que hay noticias desde el siglo IV a. C., comienza a hacerse famosa como dueña de un preciado patrimonio, sus criaderos de cinabrio. La existencia de esta ciudad se conoce por los escritos de diferentes autores clásicos, como Claudio Ptolomeo, que sitúa a Sisapo (o Sisapone, o Sisapón) en Oretania, o Antonino Pío, que sitúa a Sisapón en su itinerario, como la última mansión de Beturia, en la calzada romana que desde Mérida conducía a Zaragoza. Es posible que el municipio se iniciase como asentamiento alrededor de las minas de cinabrio controladas por esta ciudad dada la riqueza de la zona y el enclave vecino de la industria minera. La mención de dos Sisapos que hace Estrabón, el antiguo y el nuevo, o en latín, Sisapo Vetus y Sisapo Nova, plantea la existencia de dos poblaciones con el mismo nombre. Alicia M. Canto propone el yacimiento romano de Cerro de las Monas (emplazado al sur del término municipal de Almadén, a escasos kilómetros del ya mencionado yacimiento de cinabrio) como posible ubicación de Sisapo Nova, de forma que el yacimiento de La Bienvenida, por su mayor antigüedad, se correspondería con Sisapo Vetus. A esto se añade la propuesta de identificación de Sisapo por P. Sillières en Cerro de las Monas, anterior a los descubrimientos epigráficos de 1982 en La Bienvenida que la identificaban como Sisapo, siendo a falta de nuevas referencias una de las hipótesis más plausibles.

### De la Edad Media a la Contemporánea
Con el inicio de la conquista cristiana de la comarca, el río Guadalmez (afluente del Zújar y del Guadiana que hace frontera entre Andalucía y La Mancha, por el noreste de la provincia de Córdoba al sur de las sierras de Alcudía y Madrona) situado en la localidad que lleva su nombre, se convierte en frontera entre los territorios cristiano y musulmán, siendo la época en la que se construye el castillo de Aznaharón, en el paso de Toledo a Córdoba y los castillos de Vioque, Madroñiz, Santa Eufemia, Mochuelos, y el de Chillón, en el actual casco urbano, que tras la conquista cristiana pasó a llamarse castillo de los Donceles, y que posteriormente fue convertido en iglesia parroquial de San Juan Bautista y Santo Domingo de Silos, de tres naves y artesonado mudéjar, del siglo XVI. En 1318, Los senescales de las tres principales Órdenes Militares: Santiago, Calatrava y Alcántara, firman una carta de Hermandad en Chillón por la cual se protegerían de un posible ataque musulmán. En 2018 se celebraron los 700 años de la firma de este tratado, con una representación y diferentes actos culturales.
Existen motivos para considerar que anterior a la iglesia actual se levantó otra iglesia de menor dimensión, que estuvo enclavada en un Castillo que, por apelativo de sus dueños, se denominó “Castillo de los Donceles”. La segunda y actual iglesia comenzaría a construirse a comienzos del siglo XVI con la construcción del crucero, cuyo posible arquitecto fue Hernán Ruiz I, sucediéndole su nieto Hernán Ruiz III, arquitecto que proyectó la reconstrucción del resto de la iglesia, de la cual hay constancia de visita de obras. De Hernán Ruiz I, o por lo menos de su estilo, es el crucero gótico del templo parroquial, cuya posible fecha de construcción se sitúa entre 1502 y 1547. Hernán Ruiz I ha sido calificado como goticista tardío y fue el maestro mayor de la catedral de Córdoba. De Hernán Ruiz III es el resto de la iglesia, es decir las tres naves que en posición longitudinal componen el edificio. Su estilo es renacentista expresado en los arcos interiores de medio punto y en las portadas. Los muros son de mampostería recibida con mortero de cal donde se intercalan algunas hiladas de ladrillo de galleta. El tejado está dispuesto a dos aguas en la nave central y con una vertiente en cada una de las naves laterales, no quedando bien resuelto el encuentro de las naves laterales con el crucero. La estructura de la cubierta de las naves laterales está constituida por correas de madera de pino, listoncillos que cruzan a las correas y tablero de madera sobre la que se dispone la cobertura de teja curva árabe cogida con barro. La estructura de la cubierta de la nave central está formada por un artesonado de arte mudéjar, realizado en carpintería a lo blanco, presentando en las incrustaciones de madera blanca una diversa gama de lazos, y alterna esta técnica con dibujos de flores exóticas y de vivos colores, siendo los más utilizados el negro, rojo, azul y verde. Su fecha de construcción podría ser la segunda mitad del siglo XVI. El templo parroquial fue declarado en 1991 Bien de interés cultural con la categoría de Monumento (Decreto 175/1991 de la Consejería de Educación y Cultura).

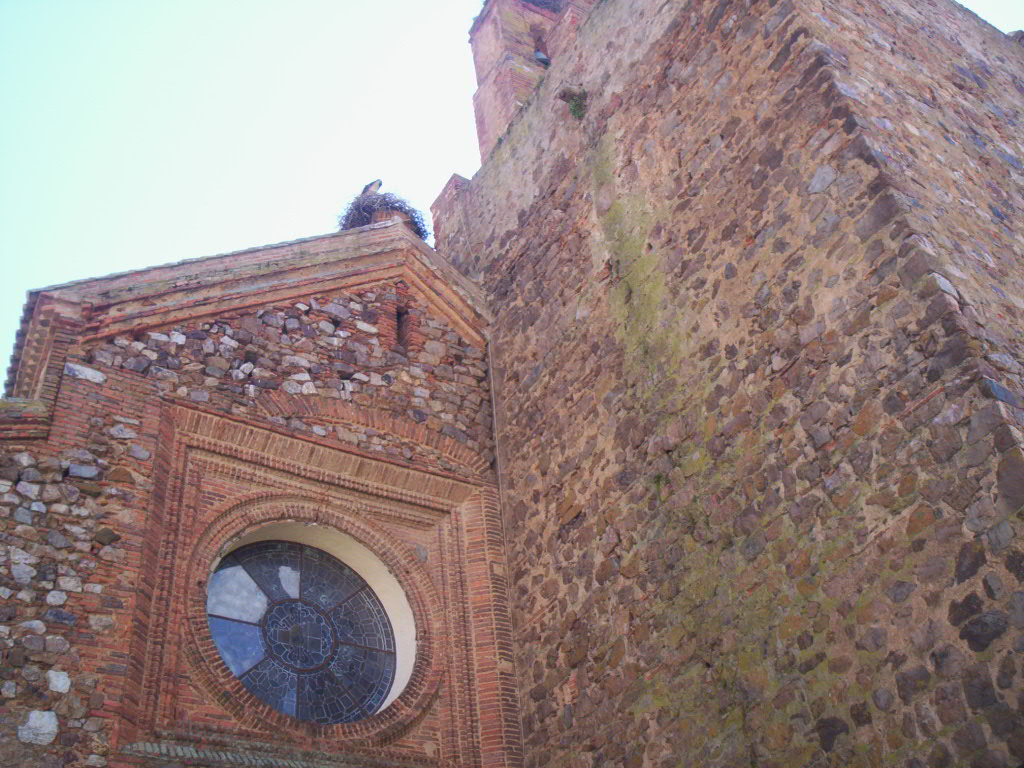
Fachada Principal y Vidriera.
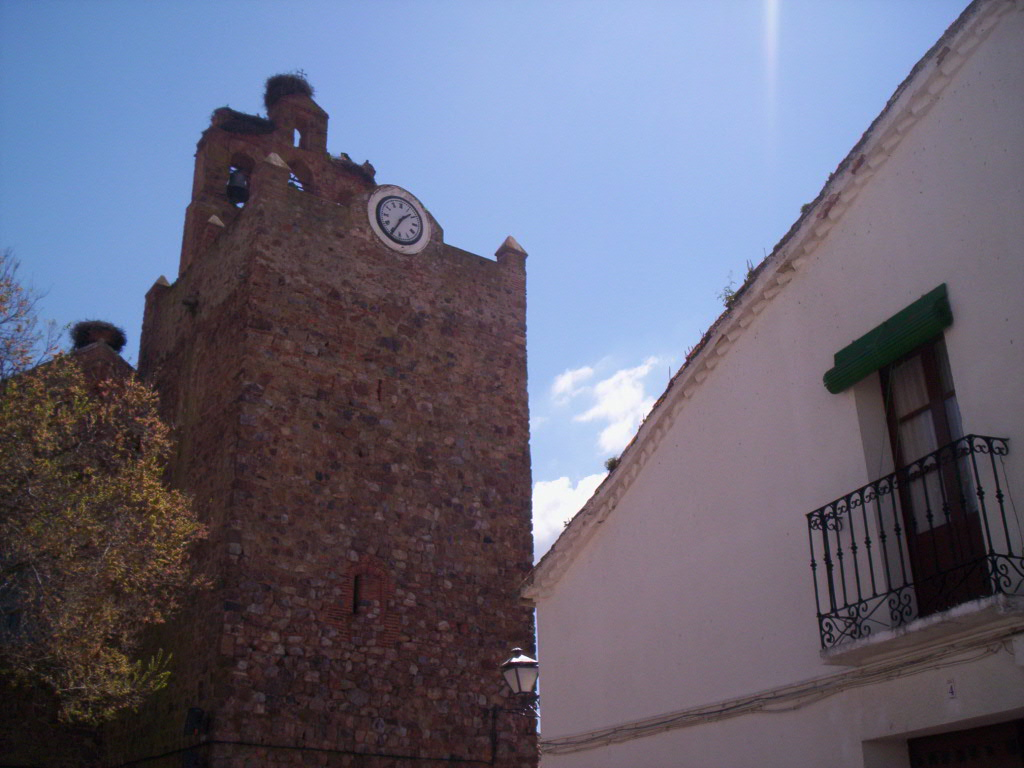
Campanario, sobre la antigua Torre del Homenaje del "Castillo de los Donceles"
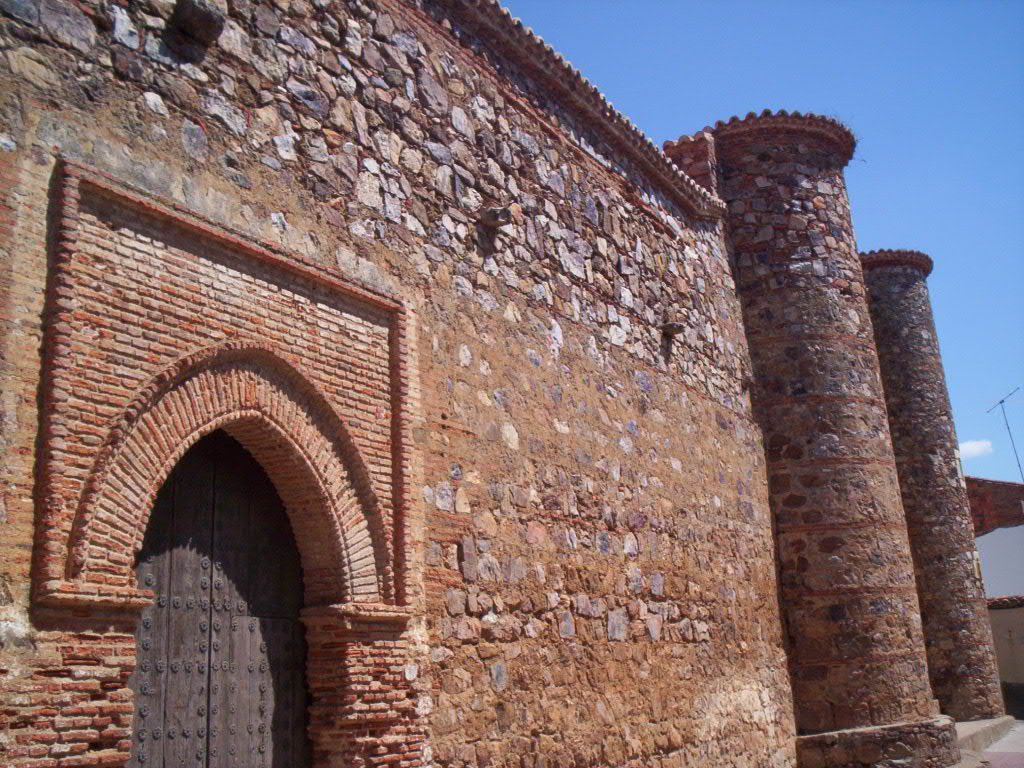
Fachada sur de la Iglesia.
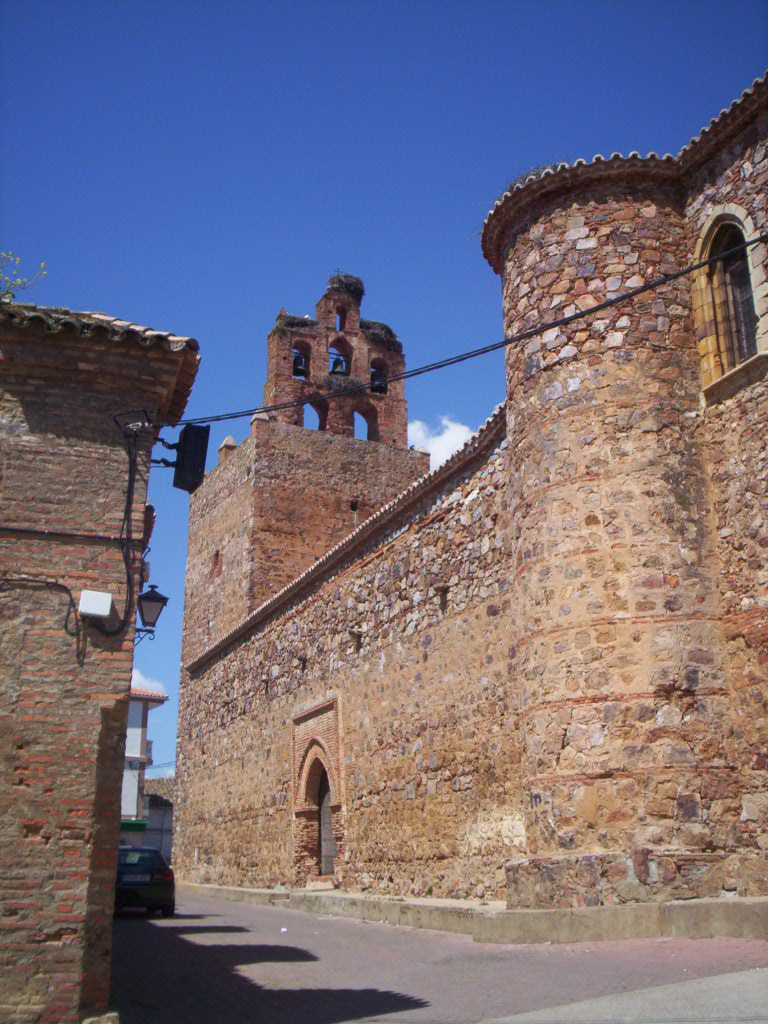
Vista trasera del campanario, la puerta sur y los torreones.
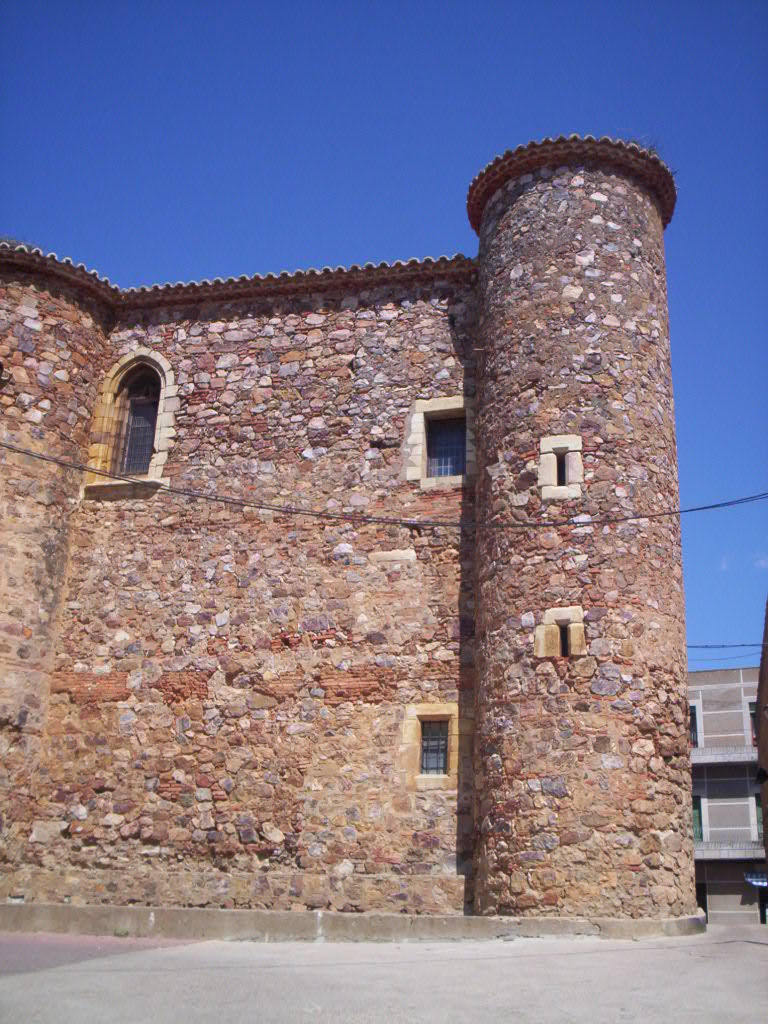
Torreones vistos desde la parte sur de la Iglesia.

Conquistada definitivamente la zona por Fernando III hacia 1227, y tras la toma de la ciudad de Córdoba, estas tierras pasarán a formar parte del Concejo cordobés, aunque varios serán sus dueños hasta que en 1370 sean compradas por Diego Fernández de Córdoba a Sancho de Castilla, hermano de Enrique II, por 6.000 doblas de oro. En 1375 quedará constituido sobre ellas el Mayorazgo de los Alcaides de los Donceles (de la familia de los Fernández de Córdoba). En el siglo XV, durante la guerra de sucesión castellana, Chillón luchó siempre en el bando de los partidarios de Isabel y por ello, terminada la contienda los Reyes Católicos premiaron esta adhesión a la persona de la Reina concediendo a Chillón Carta puebla de población y el preciado título de Muy Leal.

#### Fábrica de Paños
Chillón era por entonces una población floreciente, no solo por el trabajo de sus hombres en la mina y por la agricultura y la ganadería, sino también por su fábrica de paños dedicada al curtido de pieles. En el año 1406 esta fábrica era mencionada en una pragmática de Enrique III, el cual, tasando varios géneros que se vendían en el reino, puso la vara de paño de Chillón a 60 maravedís, precio igual al de Gante y más alzado que el de Bruselas y Bombay, tasados a 50 maravedís viejos.

#### Situación de Chillón en 1579 (Relaciones Topográficas de Felipe II)
Villa con unos 800 vecinos. “Ante de ahora ha tenido algunos más vecinos que al presente y esto es porque de antes el obrage y trato de paños que era la cosa más principal de que la gente del vivía ha venido en quiebra y por esta causa no está tan en llenado de gente como solía”. El pueblo estaba sobre una loma poco alta y no estaba cercado. Sus edificios estaban construidos de piedra, ladrillo y tapias de tierra, no existiendo edificios costosos ni curiosos. Tampoco había edificios antiguos, “ni rastros de letreros ni antiguallas de que se deba hacer memoria ni hay noticia de tal”. Tenía Chillón muy buenas fuentes y abundantes de agua. La fuente Vieja a la parte de oriente cincuenta pasos de la villa poco más o menos. Hacia el mediodía estaban la fuente Nueva, a unos cien pasos de la villa, y la Angorrilla, con un agua muy delgada que se aplicaba a los enfermos. Existían dos dehesas boyales, una al mediodía denominada Dehesa de la Pared, con abundante pasto y arboledas de carrascos y alcornoques, y otra al norte, la Dehesa del Campo, también con carrascos y algunos alcornoques. El pescado que se consumía en la villa venía de Sevilla y Málaga. Existían personas que trabajaban la lana merina y hacían paños y otros eran labradores, sastres, tenderos, zapateros y tintoreros. Había gran cantidad de viñas y se criaban cabras, ovejas y vacas. Los enterramientos existentes en la iglesia parroquial eran linajes de esta villa y de la fábrica de la iglesia, no existiendo enterramientos de mayorazgos ni caballeros notables de que se deba hacer mención. Existían dos hospitales: uno para pobres forasteros fundado por un vicario que hubo en la villa llamado Juan Bernal, y otro para mujeres pobres que dejó una señora llamada doña Isabel. Ermitas existentes: Virgen del Castillo, San Sebastián, Santa Catalina, Santa Brígida, San Juan Bautista, Santiago, San Ildefonso, y Santa Marta. Existían dos conventos: de Monjas Dominicas, con 40 monjas, y el de Franciscanos, con 15 frailes, entre los cuales había predicadores, confesores y de misa.

#### Situación de Chillón 1783-84
- Fuentes: fuente vieja, fuente nueva, mantequilla, pilarejos, huerta de zarcero, esperilla, madroñal, alisedas, puerto mellado, puerto y herrumbrosa.
- Dehesas: de la pared y del campo.
- Castillos: El Castillejo, Aznaharón, Nuestra Señora del Castillo y el de los Donceles.
- Pertenecía en lo civil y espiritual a Córdoba, su capital, de la que distaba 18 leguas. Sus antiguas calles denotan un gran número de vecinos. No hay vestigios de que en su ámbito hubiese murallas. No tenía ferias, mercados ni escudo de armas.
- Ermitas: ha habido en el término nueve ermitas. Se han arruinado Santa Marta, en las Alisedas; San Juan, en el valle de su nombre; San Ildefonso, en la vega de San Ildefonso; y Santa Catalina al oriente, en un cerro a la vista del pueblo. Existían aún las de Santa Lucía y Santa Brígida aunque sin culto. Las que tenían culto eran las de la Virgen del Castillo, Santo Cristo de la Caridad, y San Sebastián.
- Sobre el convento de Franciscanos nos dice Fray Cayetano que era un convento muy decente y de los más acomodados de la provincia. Los religiosos tienen la asistencia de Chillón, Almadén y otros pueblos de la comarca y son muy ejemplares y observantes. Su fama llegó al Rey Carlos III, quien les escribió una carta llena de piedad, de amor paternal y de agradecimiento por sus continuos desvelos por el bien de las almas.
- El convento de Dominicas ya no existía en tiempos de Fray Cayetano, pues las monjas se fueron a su convento de Almagro en el año 1770.
- Hospitales: uno para pobres caminantes con competentes y separadas viviendas, otro para mujeres pobres del pueblo que no tengan casa o para vivir de arrendamiento, y un tercero para enfermos con cinco camas.
- Los Palacios de Guadalmez, aldea aneja a su jurisdicción, situada al mediodía a dos leguas de la villa, en una gran llanada cerca del río Guadalmez. Su iglesia parroquial estaba dedicada a San Sebastián, y una ermita a Nuestra Señora de los Remedios.

#### Situación de Chillón desde elsigloXVIIIhasta elsigloXX
Tras la muerte sin descendencia del último marqués de Comares, de la casa Fernández de Córdoba, Diego Fernández de Córdoba (1524-1601, llamado "el africano", gobernador de Orán), III marqués de Comares; Chillón pasará a manos de los duques de Medinaceli, quienes en 1799 venderán su señorío de Chillón a la Corona. En 1833, la aldea de Guadalmez y la localidad de Chillón, que hasta esa época había pertenecido al antiguo Reino de Córdoba, serán encuadradas dentro de la nueva provincia de Ciudad Real y de su obispado. La aldea de Guadalmez conseguirá segregarse de la villa de Chillón en 1927, constituyéndose desde entonces también en municipio independiente en la provincia de Ciudad Real; perdiendo con ello 7190 hectáreas de su jurisdicción territorial, quedando el municipio de Chillón con 20.670 hectáreas.
Durante la Edad Contemporánea la villa de Chillón sufrirá los avatares que marcaron los principales acontecimientos de la historia de España, es decir, la guerra de la Independencia, las guerras carlistas, el proceso desamortizador, la llegada del ferrocarril, la Revolución de 1868, la Primera República, la Restauración borbónica, la dictadura de Primo de Rivera, la Segunda República y la guerra civil. Sin embargo, de todos estos acontecimientos sólo están estudiados los pertenecientes al siglo XX, encontrándose en proceso de investigación los pertenecientes al siglo XIX. No obstante, podemos conocer la situación en la que se encontraba Chillón a mediados del siglo XIX, cuando Pascual Madoz escribió su Diccionario geográfico, histórico y estadístico de España y sus posesiones de Ultramar (1847). Los datos siguientes están tomados de esta obra.
Villa situada en una loma y rodeada de ásperas y elevadas sierras, de las cuales las que corren por el Norte son llamadas del Castillejo. Es de clima templado pero enfermo por el trabajo de las minas de azogue. Tiene 367 casas en nueve calles y dos plazas, casa de ayuntamiento, pósito, carnicería, cárcel, escuela de niños poco concurrida porque son puestos a trabajar con preferencia, escuela de niñas, casa de caridad con siete casitas alrededor de un patio para dar habitación a viudas pobres y un hospicio para pobres transeúntes.
La iglesia parroquial, dedicada a San Juan Bautista, es un buen edificio de tres naves y bastante capaz. Hubo en ella varios enterramientos particulares cuyas lápidas con motivo de haber embaldosado la iglesia se encuentran fuera de ella. Existían dos curas, uno vicario y otro rector, perpetuos y de oposición. Se encuentra también en el pueblo una ermita con el título de Santo Cristo de la Caridad y las arruinadas de San Sebastián, Nuestra Señora de Gracia, Santa Brígida y Santo Domingo de Silos, en el egido de Puertomellado.
Se surte de aguas potables en una fuente situada al extremo Este de la población, con dos caños abundantes, otra al Sur, una charca al Norte, y los pozos de las casas. Junto a la primera fuente hay un puente de tres ojos costeado por el establecimiento de las minas de Almadén para facilitar la entrada y salida, que en tiempo de lluvias interceptaba un arroyo que rodea la villa por la parte del Norte donde tiene otro pequeño puente de un solo ojo.
El término comprende 33.840 fanegas y 10 celemines de tierra, que se distribuyen de la forma siguiente: 507 fanegas de viña, 93 de parrales, 4.515 de pasto y matorral, 900 en dehesa de encinar, 2.099 en encinas fuera de dehesa, 495 y 6 celemines en tierra cercada, 5.587 en cuatro hojas para sembradura, 9.499 y 6 celemines de tierra montuosa, y 44 y 10 celemines de regadío.
En su término se encontraban dos canteras, una de piedra de granito para molinos, y otra de jaspe en el sitio de Puertomellado de la que se han construido varias portadas de casas, y las columnas de la capilla mayor y colaterales de la parroquia.
Existían tres fuentes minerales ferruginosas: la Herrumbrosa, otra en el puerto de las Alisedas, y otra en el Peralejo.
El terreno es de montes pardos y chaparros, y tiene cuatro dehesas: la de la pared y la del campo, propias de la villa, otra perteneciente a la aldea, y la de San Ildefonso, de propiedad particular. Hacia el oeste hay un valle que se extiende una legua poblada de viña, especie de plantío que ha disminuido en gran manera.
Los caminos son vecinales y malos. El correo se recibe de Almadén.
Produce trigo, cebada, centeno, semillas, vino, aceite, hortalizas y algunas frutas. Se mantiene ganado vacuno, lanar, cabrío y de cerda, y abundan la caza mayor y menor. La industria se reduce al trabajo de las minas, donde se ocupan gran parte de los vecinos, el servicio de los hornos de destilación del azogue, y surtido de combustible.
Tiene 483 vecinos (2.415 almas) y un capital imponible de 120.000 reales.

## Demografía
Chillón cuenta con una población de 1773 habitantes (INE 2024).
| Gráfica de evolución demográfica de Chillón entre 1842 y 2021 |
| |
| Población de derecho según los censos de población del INE Población de hecho según los censos de población del INEEntre el censo de 1930 y el anterior, disminuye el término del municipio porque independiza a Guadalmez |

| 2513          | 2392 | 2320 | 2201 | 2007 | 1937 |
| (Fuente: INE) |      |      |      |      |      |

## Patrimonio

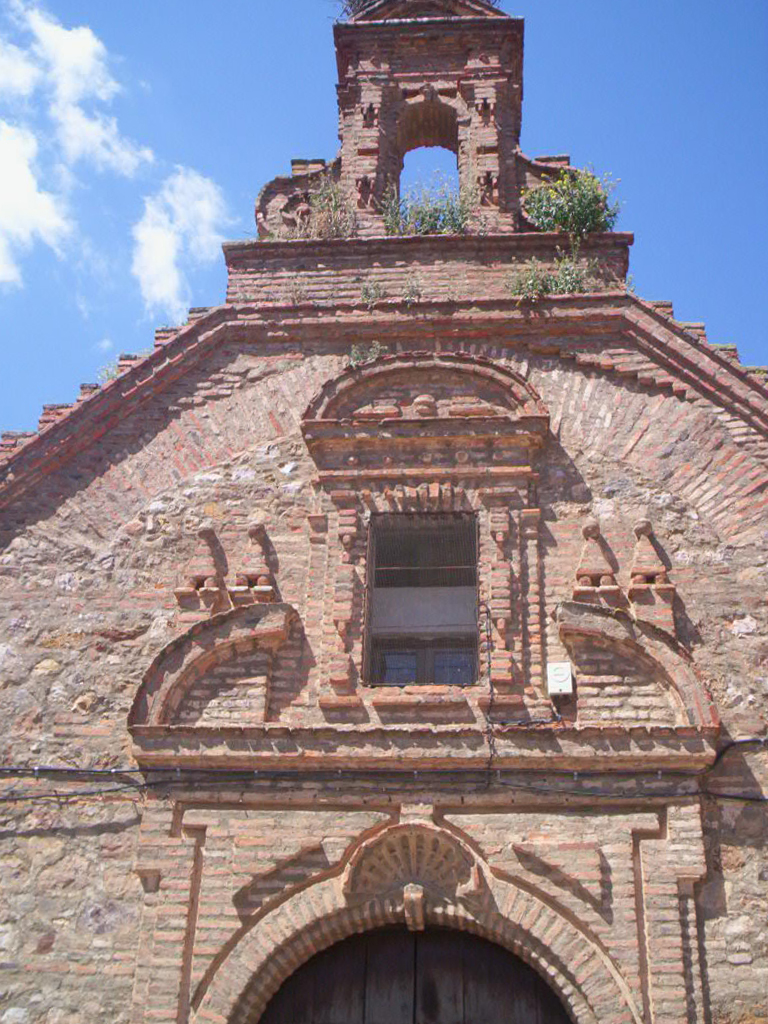
Fachada de la ermita del Santo Cristo de la Caridad (Chillón, Ciudad Real)

- Fachada de la ermita del Santo Cristo de la Caridad (Chillón, Ciudad Real)Iglesia de San Juan Bautista y Santo Domingo de Silos: del siglo XVI. Sus murallas exteriores tienen un gran grosor y están flanqueadas en su parte posterior por cuatro torreones cilíndricos. Bien de Interés Cultural desde 1991. La iglesia está adosada al antiguo castillo de los Donceles, de hecho comparte con él algunos de sus muros y la Torre del Homenaje, hoy utilizada como campanario y baptisterio. Se encuentra en pleno centro del pueblo, en la plaza de la Constitución, y es conocida y visitada por sus pinturas murales góticas que muestran escenas de la Pasión de Cristo. En su interior, dividido en tres naves, cabe destacar su impresionante artesonado mudéjar policromado en la nave central.
- Ermita de la Virgen del Castillo: se encuentra sobre un alto en la sierra de la Virgen, construyéndose sobre las ruinas de un Castillo de origen árabe, del cual sólo se conserva una plaza fortificada.
- Ermita del Santo Cristo de la Caridad: presenta una planta rectangular de una sola nave con la cabecera cubierta por bóveda de media naranja y construcción de mampostería con piedra y ladrillo, además de contar, en su portada, de un arco de medio punto. Su interior ha sido reformado y restaurado y, actualmente, se utiliza como salón parroquial.

- Calzada romana: se corresponden con unos 300 m de largo y unos 3'20 m de ancho, de la vía n.º 29 del Itinerario de Antonino, que desde Mérida (Emérita Augusta) se dirigía a Zaragoza (Caesar Augusta), pasando por Sisapo (La Bienvenida, Ciudad-Real).
- Museo parroquial: conocido con el nombre de El Tesoro de Chillón, este curioso museo está ubicado en uno de los torreones de la iglesia parroquial. En él podemos ver una impresionante colección de donaciones realizadas a Nuestra Señora del Castillo. La mayor parte son piezas de plata mexicana traídas a Chillón en el siglo XVII, otras piezas curiosas son los ornamentos de la Virgen así como los relicarios, algunos libros y los restos del antiguo retablo de la parroquia.
- Museo Etnográfico: el Museo Etnográfico de Chillón ha recuperado una parte importante de la historia de la localidad y ha evitado la desaparición de un legado transmitido por sus antepasados de generación en generación. En la visita a sus instalaciones se puede disfrutar de objetos utilizados en la vida de antaño y de un apartado audiovisual sobre la historia de Chillón, tanto cultural, cinegética, agrícola, etc.
- Casa de la inquisidora: se trata de una casa de planta rectangular. Su fachada tiene zócalo pintado que se interrumpe en el remarco de la puerta de piedra con dintel con escudo, y el resto se encuentra encalada. Presenta un artístico balcón realizado en rejería de forja al que se accede por una puerta enmarcada también en piedra y delimitado por dos pequeñas ventanas. En esta casa vivía una mujer que se dedicaba a denunciar a La Inquisición las conductas "herejes" de sus convecinos.
- Pinturas rupestres. En la sierra de la Virgen del Castillo (sierra de Cordoneros), entre otros abrigos, se han hallado muestras de pinturas rupestres de tipo esquemático que prueban la existencia de asentamientos prehistóricos en la zona. Fueron descubiertas en 1.916 por el abate francés Henrí Breuil pudiendo fecharse en el Calcolítico o Bronce I. Pertenecen al Arte Esquemático y el color predominante es el rojo aunque existen algunas figuras en color negro. Temáticamente, destacan las figuras antropomorfas, normalmente animales cuadrúpedos, y también algunos signos ramiformes y estilizaciones de cazadores y ciervos. En el término municipal también se descubrió, en 1990, una estela de la Edad del Bronce Final. Está decorada con una figura humana con espada, escudo, peine y lanza, que se reutilizó en la época romana con un epígrafe funerario ya mencionado anteriormente. En la actualidad se encuentra en el Museo Provincial de Ciudad Real, donde puede ser visitada.
- Casonas solariegas. Son un claro ejemplo de arquitectura popular y del antiguo poder económico, se caracterizan por el encalado de sus fachadas, rejería de forja en las ventanas y frontón triangular sobre las puertas y en algunos casos sobre las ventanas. Unas casas que ofrecen un hermoso paseo por las calles de esta localidad.
- Convento de San Antonio de Padua, de Religiosos Franciscanos: convento, administrado y habitado por la Orden Seráfica de Menores (Franciscanos). Los vecinos de la villa de Chillón y Almadén deciden erigir el convento de San Antonio de Padua, fundado por Fray Juan de la Puebla en 1514, extramuros de la villa de Chillón, en el mismo lugar en el que a principios del siglo XV se levantó una ermita a San Antonio como agradecimiento por el cese de una plaga de pulgón y otros insectos que había afectado de manera dramática a las viñas de la población. Para su construcción se sacó bula del papa León X y licencia del obispo de Córdoba, quedando su administración en manos de los padres franciscanos, aunque debido a la pobreza de materiales utilizados, el convento presentó ruina en 1562, por lo que Diego Fernández de Córdoba (1524-1601, llamado "el africano", gobernador de Orán), III marqués de Comares, mandó reedificarlo a expensas suyas. Aún existen las ruinas de este edificio. Fuente: Enlace
- Puente de Carlos IV: fue construido en el año 1795 y permitió mejorar las comunicaciones con Almadén. Sabemos de su construcción por una inscripción que estaba colocada en el puente: "SE HIZO EN EL ANO DE 17 ? EL VII DEL REINADO DEL S. D. CARLOS IV, SIENDO GOBERNADOR DEL ALMADEN I DE ESTA VILLA EL S. DN. JOSEF DE ROJAS I HIERRO CAVALLERO DEL ORDEN DE CALATRAVA DEL CONSEJO DE SU MAGESTAD." A pesar de que las dos últimas cifras del año son ilegibles, sí sabemos que es el año séptimo del reinado de Carlos IV (1788-1808).
- Fuentes: los alrededores de la localidad están plagados de diversas fuentes dada la riqueza acuífera del término municipal. Así se pueden visitar entre las más conocidas: la Fuente del Puerto (situada en la carretera de Chillón a Siruela), la Fuente de Dos (por sus dos caños) y La Fuente del Bombo, ambas situadas en la misma localidad; y La Herrumbrosa, La Fuentecilla, La Mantequilla o La Fuente del Barco, situadas en la carretera hacia la estación de Chillón. Otra fuentes para visitar son Pilarejos, Angorrilla, Arraigán y Asperilla. El ayuntamiento de Chillón editó un folleto con una ruta turística de las fuentes del municipio, un recorrido que permite admirar paisajes, rememorar sitios históricos y disfrutar de zonas de montaña. Siguiendo un itinerario predeterminado, conecta zonas con distintos atractivos de la localidad.[7]
- Estación de Chillón: en la carretera N-502 de Almadén a Posadas, junto al río Valdeazogues y el puente de Hierro se encuentra la estación de Ferrocarril de Chillón, hoy día abandonada y en desuso. Su código de estación es el 37307, situada en el punto kilométrico 288,400 de las líneas L/Madrid-Badajoz y T/Puertollano-Almorchón. Está muy cercana al puente de Alcudia (Puente de los Soldados),[8] donde el 27 de abril de 1884 tuvo lugar el primer accidente ferroviario de envergadura en España, en la línea Madrid-Badajoz ya mencionada. En ese paraje, dentro de la dehesa de Castilseras, las vías cruzan el río Alcudia, que por aquellos días arrastraba mucha corriente por las fuertes lluvias anteriores. En el accidente murieron 53 personas y hubo 16 heridos, la mayoría eran soldados que volvían a sus lugares de origen, recién licenciados de los regimientos Castilla y Granada. Los fallecidos se enterraron en una fosa común situada a un lado del puente, que hoy día se puede visitar, y que está señalada con una cruz. Desde entonces, a ese puente se le conoce como el "puente de los soldados". El fondo de la Universidad de Sevilla, dentro de la recopilación de cuadernos de la Revista de Legislación "Procesos Célebres - Crónicas de Tribunales Españoles", del autor Agustín Sáez Domingo, tiene un cuaderno dedicado al proceso de este suceso.[9]
- Poblado abandonado de "Las Cábilas": Caserío abandonado perteneciente a la finca de Peralejo de Chillón, y cercano al río Guadalmez, despoblado entre las décadas de 1950 y 1960.[10]

## Festividades y celebraciones locales
- Cruces de Mayo: Fiesta de las Cruces, el 3 de mayo. Los vecinos construyen altares "cruces" en honor a la Virgen, venerados y adornados con numerosas plantas y flores. El sacerdote del municipio las bendice y es costumbre que las mujeres del pueblo entonen canciones populares en honor a la Virgen.
- Fiestas de Nuestra Sra. del Castillo: Del 28 al 31 de mayo. También hay costumbre de realizar feria y exposición de ganados.
- Fiesta de los Pericos Palos: 29 junio: Construcción de un muñeco con la última gavilla de trigo de la cosecha, y que al final del día es manteado.
- Feria y fiestas mayores en honor a San Roque: 12 al 17 de agosto, en honor a su patrón. En estos días se celebra la Romería a la ermita de la Virgen del Castillo (12 de agosto) y "La Vaquilla" (13 de agosto).
- Festividad de San Roque, durante las ferias y fiestas de la localidad, el 16 de agosto.
- Festividad de la Virgen del Castillo: 8 de septiembre.
- Las Luminarias, primer sábado de octubre, se hacen hogueras en los diferentes barrios, donde se queman muebles viejos y otros materiales. Los niños queman antorchas de corcho que utilizan después para "tiznar" tanto a los vecinos del pueblo, como a ellos mismos. Originalmente se realizaban como ritos de purificación, renovación y coincidiendo con la proximidad del equinoccio o solsticio de otoño y la festividad de San Miguel.

### Virgen del Castillo y Romería

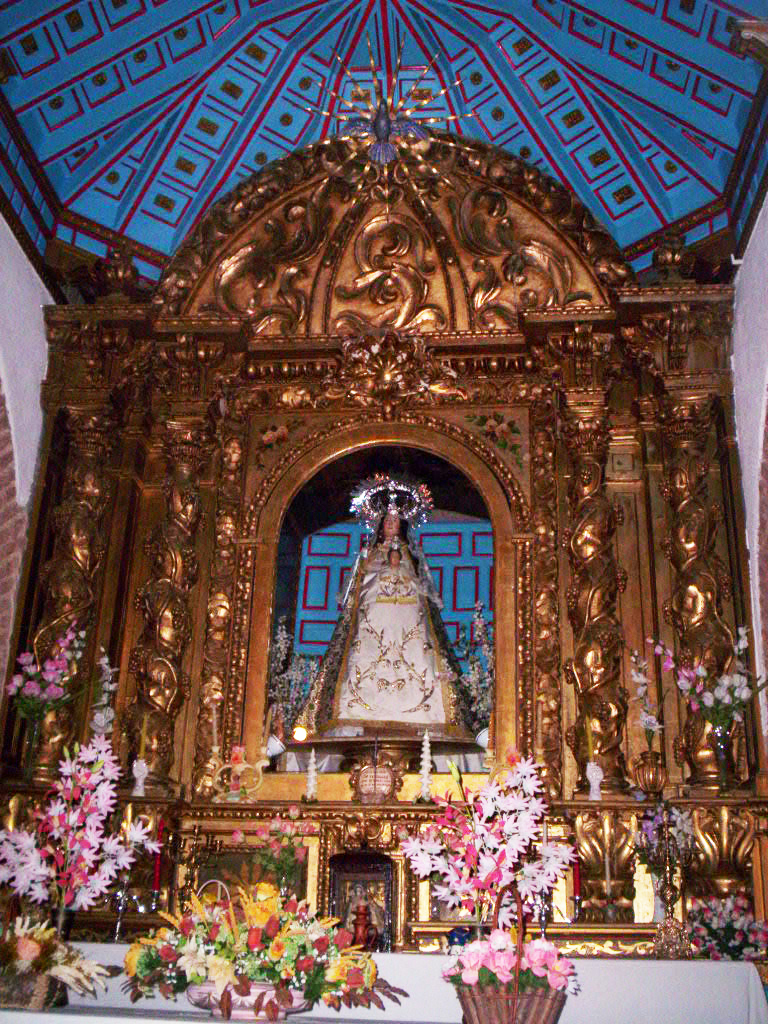
Ermita de la Virgen del Castillo. Retablo e imagen de la Virgen.

El día 12 de agosto, la Virgen del Castillo, patrona de la localidad, es bajada al pueblo en romería desde su castillo en la sierra de Cordoneros.
La leyenda cuenta que un pastor que llevaba a su rebaño por el castillo, lo perdió, y siguió a una mujer hasta una cueva, viendo que se había metido uno de sus animales en una cueva bajo el castillo calatravo que se alzaba en la sierra. El pastor asustado, lanzó una piedra que hirió a la mujer en la mejilla. La imagen venerada es una talla gótica y sedente del siglo XIV y se encuentra en perfecto estado de conservación excepto una señal en el pómulo que, según la leyenda, le hizo el pastor que la encontró al lanzarle la piedra, pues se encontraba escondida en una pequeña gruta cercana con escasa luz desde muchos años atrás por temor a ser profanada por los árabes y temió que se tratase de algún animal. Normalmente, la imagen aparece revestida de ricos ornamentos que impiden apreciar su escultura.
La ermita de la Virgen del Castillo está ubicada al sur de Chillón, se encuentra situada a unos 700 m de altitud y fue construida en los restos de un antiguo castillo de la época de la reconquista de origen árabe y del que todavía se conserva una plaza fortificada. La ermita dispone de una sola nave con un retablo barroco, la imagen de la virgen pudo llegar hasta este emplazamiento a manos de los caballeros de la Orden de Calatrava. Su situación la convierte en un mirador impresionante, desde él se pueden contemplar tierras de Andalucía, Extremadura y Castilla-La Mancha y en sus cercanías confluyen tres valles de gran tradición ganadera: el valle de Alcudia, el de los Pedroches y el de la Serena.
La ermita, durante siglos, ha tenido multitud de visitantes y devotos, pero resalta la visita de tres peregrinos ilustres: Santa Teresa de Jesús y San Juan de la Cruz y San Juan de Ávila. En la actualidad, la ermita ha ido ampliando y mejorando sus instalaciones y cuenta con una numerosa Hermandad y un Santero permanente que facilita las innumerables visitas que tiene. (Fuente: Antonio M. Trujillo). Su fiesta es el día 8 de septiembre.

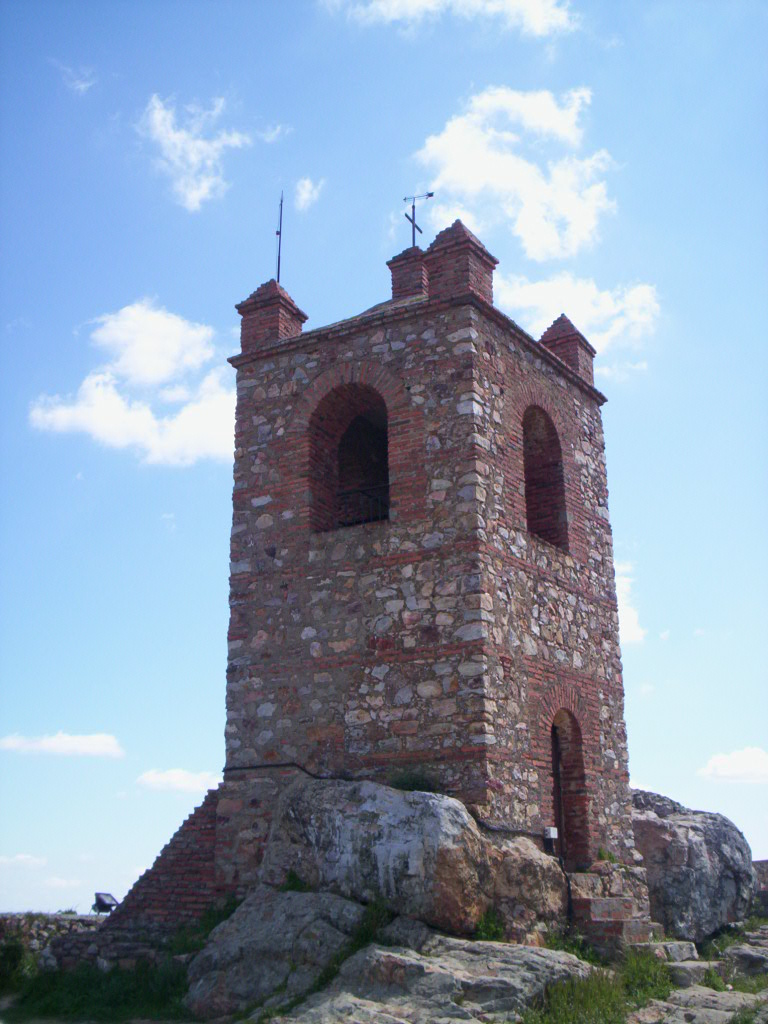
Ermita de la Virgen del Castillo (Chillón, Ciudad Real). Campanario.
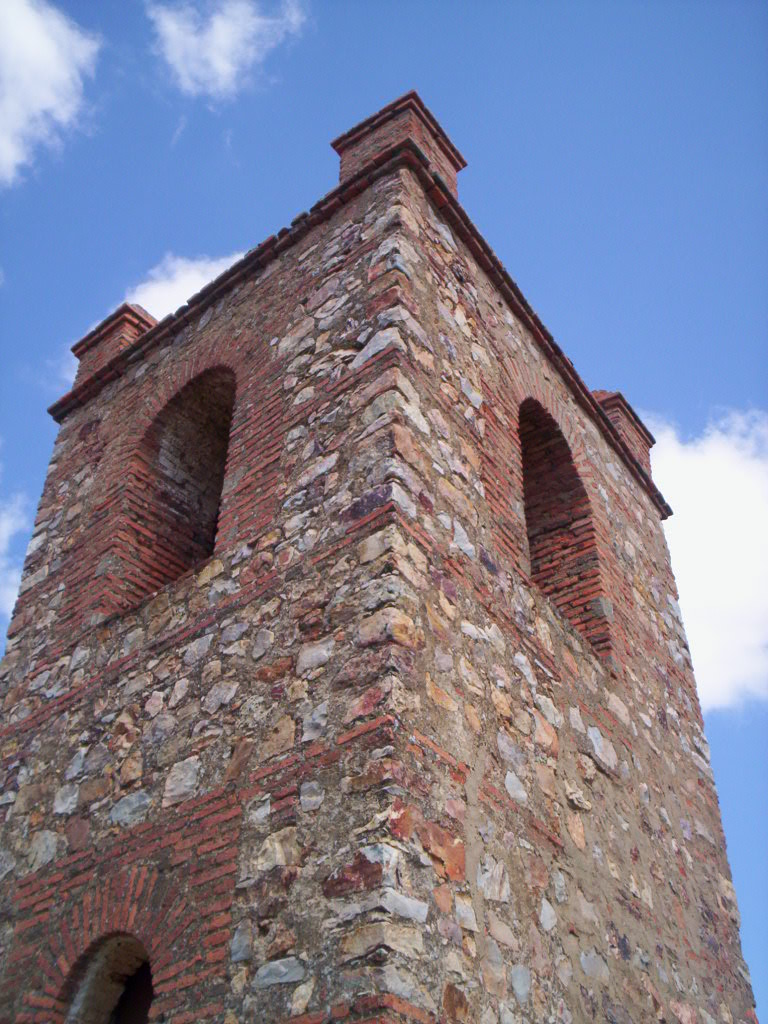
Ermita de la Virgen del Castillo (Chillón, Ciudad Real). Campanario en Detalle.
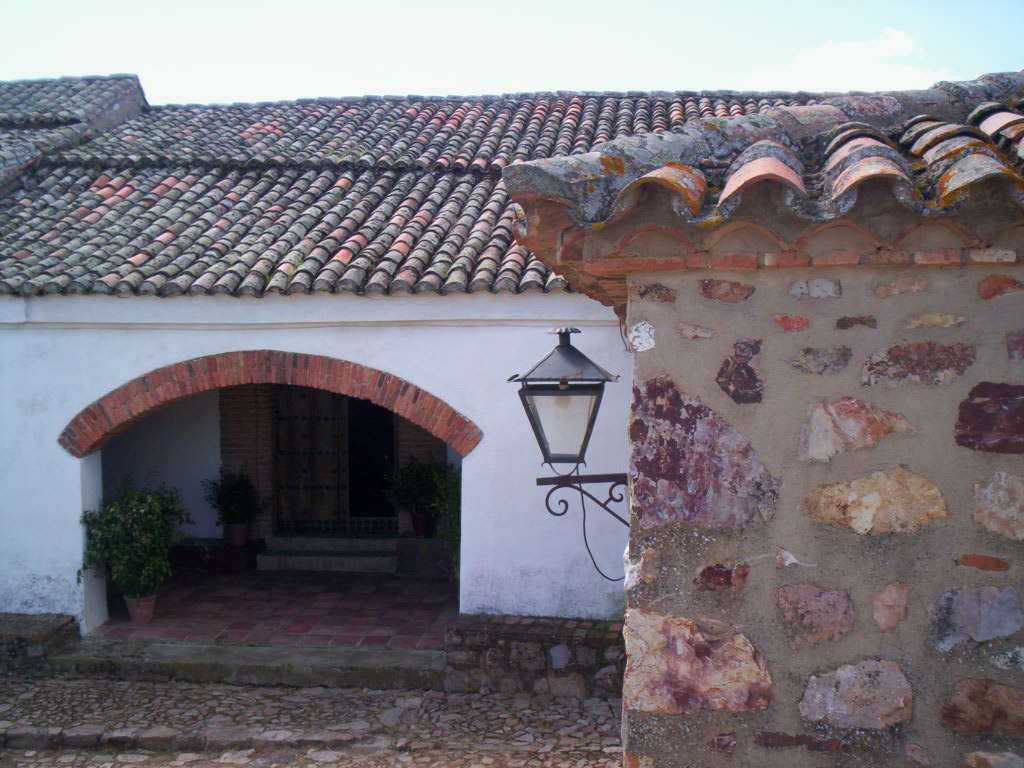
Ermita de la Virgen del Castillo (Chillón, Ciudad Real). Fachada del Templo.
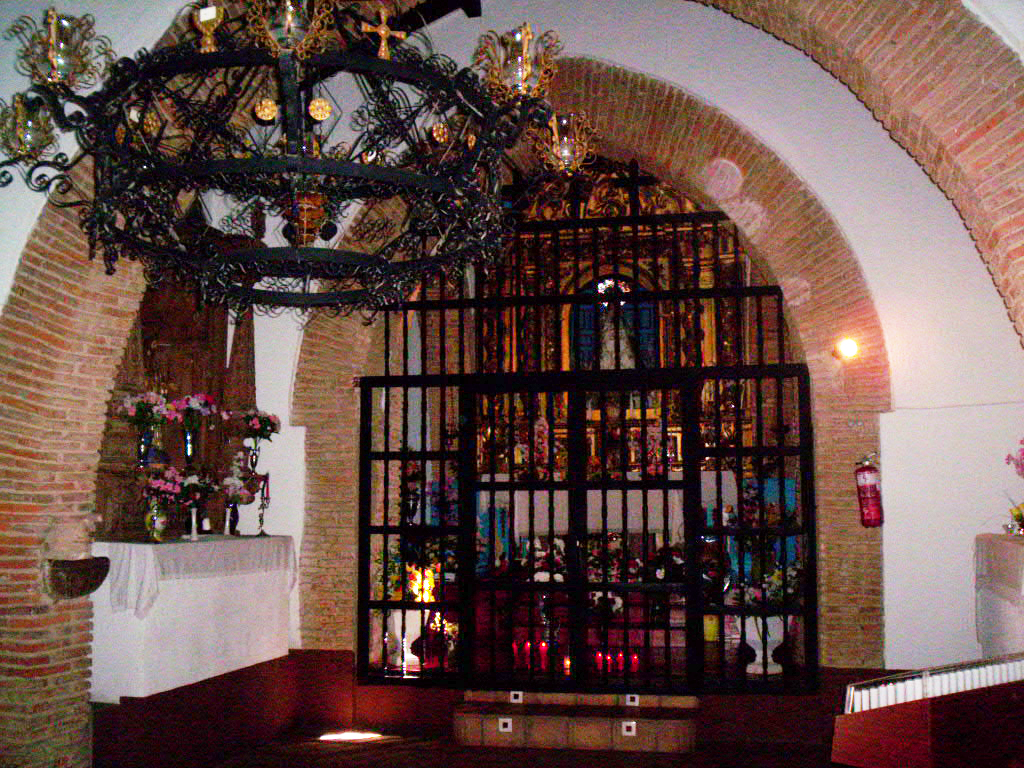
Ermita de la Virgen del Castillo (Chillón, Ciudad Real). Interior del Templo.

### San Roque y la Vaquilla
Si bien la pandemia de La Peste más devastadora en la historia de la humanidad que afectó a Europa se desarrolló en el siglo XIV, hay autores que señalan que entre julio de 1582 y agosto de 1583, ya en el siglo XVI, Chillón es azotada por un brote de la peste. Por ese motivo se escogió a San Roque como patrón del pueblo, ya que durante los siglos anteriores, en numerosos puntos de Europa se había instituido su culto dadas las numerosas casas de hospedaje a enfermos de peste fundadas en su nombre. Los campesinos elevaban sus plegarias para pedir por el fin del azote de la plaga, y tal como sucedió en otros numerosos puntos de Europa, se trajo desde la diócesis de Toledo, una imagen de San Roque y se sacó en procesión, y se creó una Hermandad que bajo su nombre, se dedicó al hospedaje y cuidado de los enfermos. La fiesta de conmemoración fue creada en 1587.
Durante las festividades de agosto, concretamente el día 13, la Hermandad De San Roque (cuyos componentes van ataviados a la vieja usanza de siglos pasados) junto con "La Vaquilla", una máscara de madera pintada y lienzo de cuero que simula la piel, en forma de vaca portada por uno de los hermanos; es paseada en procesión o pasacalle por las diferentes vías urbanas del municipio al son de un tambor, para temor de los niños y jóvenes del pueblo. La persona que la lleva se la coloca sobre su cabeza y con ella trata de imitar los movimientos del animal.
Este pasacalle viene a simbolizar la expansión de la enfermedad por la villa. Al día siguiente de madrugada, la "Vaquilla" vuelve a sacarse en pasacalle, esta vez con su cornamenta adornada de hojas de parra, simbolizando el principio del fin de la plaga. Durante este pasacalle "la abuela" golpea la "talega botana", una bolsa llena de arena, en la espalda de todo aquel con el que se encuentra, augurando salud contra las enfermedades. Seguidamente, la "Vaquilla" es simbólicamente "matada" por "El Capitán" de la hermandad con la contera de su bastón, en la plaza del municipio, en un espectáculo de danza folclórica en la que los Hermanos de San Roque, hacen girar una bandera por encima de sus cabezas y saltando sobre ella; y es entonces, cuando la pica se eleva en vez de llevarla haca abajo. Inmediatamente, el paje, un niño que acompaña a la Hermandad en todo el trayecto, comienza a comerse la pera que había llevado clavada en su machete, lo que simbolizaría la desaparición de los bubones, uno de los síntomas de la peste. Después se celebra una misa en honor a S. Roque, y posteriormente se inauguran las fiestas de la localidad en honor al Santo Patrón San Roque, y que celebra su festividad el 16 de agosto.
La fiesta tiene un gran simbolismo, y se trata de una alegoría de lo sucedido; así los 24 hermanos y la abuela representan a las personas que quedaron en el pueblo. El tambor, representa el aviso de la muerte; las banderas, S. Roque; la pica hacia abajo, simbolizan el que la peste continúe y la "vaquilla" representa a la enfermedad en sí misma, y el acto que se celebra el día 14 con la muerte simbólica de la vaquilla recuerda el cese de la peste ante la aparición de San Roque. En 2017, "La Vaquilla" es declarada Fiesta de Interés Turístico Regional por la Junta de Comunidades de Castilla-La Mancha.

## Gastronomía
Como en otros lugares aledaños de la Mancha, y la parte norte de Córdoba, la gastronomía típica de la zona es abundante en el uso grasas animales, procedentes principalmente del cerdo, y en verduras y hortalizas de la tierra; combinando platos andaluces como la alboronía con las gachas manchegas o las migas extremeñas. Además están las berenjenas en vinagre, chuletas de cordero y, la carne de caza, siendo muy común la elaboración de chorizo de jabalí o guisos de arroz con liebre. La predominancia de la ganadería ovina en la zona, hace que exista gran tradición de carnes de cordero y oveja. La gastronomía local es abundante y sabrosa, siendo común en todos sus platos la austeridad de sus ingredientes. Entre los platos típicos que se pueden degustar en Chillón el plato estrella es el "Guarrillo frito". Carne de cerdo de unos dos meses de edad, por lo general adobada con cabezas de ajo y vino blanco en algunas ocasiones, muy frita en el excelente Aceite de Oliva Virgen Extra producido en la Almazara (o Molina) de la localidad. Se pone la carne en un recipiente con el aceite muy caliente. Pasados unos minutos, se saca para volver a meterlo durante otro instante con el fin de que la carne se dore por fuera y por dentro esté jugosa y tierna. Tras retirarlo del aceite, se le echa sal por encima y se sirve acompañado de cabezas de ajo fritas en el mismo aceite. Por último también existe gran tradición de salazones y encurtidos, en especial muchas familias guisan sus propias aceitunas y conservas de tomate, berenjena, etc.
También es muy común la elaboración de jamones y de numerosos tipos de embutido, gracias a la tradicional "Matanza del Cerdo". Entre los embutidos tradicionales que suelen encontrarse en la localidad están el Chorizo de Pimentón, el Salchichón o Chorizo blanco, la Morcilla de Arroz y Pimentón, la Morcilla Negra de Sangre (También llamada morcilla Taranga o Charanga), La Morcilla de Patata y Pimentón, o la Bofeña (morcilla realizada con la carne ensangrentada del cerdo, el corazón, el bofe, pimentón, cilantro en grano, orégano, pimienta negra, sal, un poco de vino.). También se elabora "Queso de Cabeza" o fiambre de cabezada de cerdo.
Al ser una zona muy verde y abundante su vegetación, en la comarca también se practica la apicultura, siendo también destacable la producción de miel de flores y de romero. En los alrededores de la comarca se extienden extensos parajes de olivares, por lo que en el municipio, se produce aceite de oliva virgen extra en la almazara local de la Cooperativa Ntra. Señora del Castillo. 
Otros platos muy comunes que se pueden degustar en la localidad son:
- Migas que suelen comerse acompañadas de aceitunas, pimientos fritos, torreznos, chorizo, uvas, leche o miel.
- Habichuelas con perdiz
- Cocido de Garbanzos con hueso de jamón.
- Ajoblanco, elaborado con pan, ajo, almendras, sal, vinagre y aceite de oliva.
- Pisto Manchego.
- Gazpacho  elaborado con tomate, pepino, ajo y aceite de oliva.
- Salmorejo elaborado con tomate, pan, ajo y aceite de oliva y acompañado de jamón serrano y huevo duro.
- Alboronía elaborada con tomate, pimiento, berenjena, calabacín, ajo y aceite de oliva.
- Caldereta de Cordero Manchega.
- Gachas Manchegas
- Natillas elaboradas con leche de Oveja

Especial mención hay que hacer a los vinos elaborados en la localidad, dentro de los denominados "Vinos de Pitarra". Se conoce como pitarra (antiguamente tinaja pequeña de barro) al vino elaborado desde antiguamente y de forma artesanal, en las bodegas familiares de distintas zonas de Extremadura y zonas colindantes de Castilla-La Mancha, Castilla y León y Andalucía. Sin apenas el uso de elementos químicos y con una elaboración totalmente artesanal, estos vinos suelen ser jóvenes, sin apenas crianza y con una gran cantidad de azúcares y poca graduación.

## Símbolos

### Escudo
Sobre campo de plata una cruz de calatrava de gules colocada en abismo. Una bordura de azur con ocho soles habiendo uno en jefe, otros dos en cada cantón del jefe (diestro y siniestro) otros dos en cada flanco (diestro y siniestro), otros dos en cada cantón de la punta (diestro y siniestro) y en el centro de la punta, timbrado con la corona real cerrada.

### Bandera
De azur un palo de plata con la cruz de calatrava de gules en el abismo.

### Himno
El letrista Manuel Zamorano (compositor de la letra del himno) dijo que este himno "refleja con exactitud el sentir de los ciudadanos de nuestros pueblo y el espíritu de todos aquellos vecinos que durante siglos lucharon para que hoy tengamos un Chillón mejor". Hoy suele ser interpretado por la Masa Coral de la Asociación Cultural de Mujeres "La Rumbrosa".